# Rauni Mollberg
Rauni Mollberg (15 de abril de 1929-11 de octubre de 2007) fue un director, guionista y productor cinematográfico y televisivo finlandés.

## Biografía
Su nombre completo era Rauni Antero Mollberg, y nació en Hämeenlinna, Finlandia, siendo sus padres Matti Valdemar Mollberg (1901–1972) y Elina (Elli) Vilhelmiina Ahonen (1900–1983). Tenía tres hermanos, uno de ellos gemelo, Reino, que falleció con un año de edad. Rodó un telefilm basado en el libro de Toivo Pekkanen Lapsuuteni, como recuerdo a su hermano. 
Tras cursar estudios secundarios entre 1945 y 1946, Mollberg fue aprendiz en una ferretería, y en 1947 ingresó en la Academia de Teatro de la Universidad de las Artes de Helsinki (Suomen teatterikoulu), donde se graduó en 1950. Después trabajó un año en el Teatro de la ciudad de Joensuu (Joensuun kaupunginteatteri), pero fue despedido junto a Leo Jokela y Leo Hokkanen, pues el repertorio del teatro incluía operetas, y Mollberg no sabía cantar. 
Posteriormente Mollberg fue actor y director en el Teatro de Kuopio Kuopion kaupunginteatteri, donde trabajó doce años. En 1958 fue elegido presidente de la asociación de artistas de Kuopio, la cual revitalizó.
En el año 1963 Mollberg empezó a trabajar para Yleisradio como director de emisiones de teatro televisado, siendo pronto el director del departamento de teatro de Yle TV2, trabajando como tal desde 1968 a 1986. 
El primer largometraje de Mollberg, basado en una novela de Timo K. Mukka y titulado Maa on syntinen laulu, fue rodado en 1973 y fue un éxito de público. Obtuvo tres Premios Jussi (mejor director, mejor actor y mejor fotografía) y recibió un premio especial en el Festival Internacional de Cine de Locarno. Con 709 664 espectadores, fue la undécima película nacional más vista, según estadística de 2003.
La segunda cinta de mayor éxito de Mollberg, basada en una novela de Väinö Linna, fue Tuntematon sotilas (1985). Con un reparto de jóvenes actores, tuvo un total de 590.271 espectadores.
Mollberg fue profesor de arte entre 1978 y 1988, y fue galardonado con el título de Académico de Arte en 1989. Además, a lo largo de su carrera recibió una Medalla Pro Finlandia en 1980 y cinco Premios Jussi.
Rauni Mollberg falleció en el año 2007 en un centro sanitario de Loimaa, Finlandia, a causa de una neumonía, habiéndole sido diagnosticada cuatro años antes una leucemia. Fue enterrado en su ciudad natal, Hämeenlinna. Tuvo una hija, Eira Mollberg, directora de teatro, que escribió un libro sobre su padre, Molle, isäni (Otava 2008).

## Filmografía (selección)
- 1964 : Ei koskaan pilanpäin (productor, TV)
- 1965 : Roinilan talossa (productor, TV)
- 1967 : Lapsuuteni (productor, TV)
- 1969 : Tehtaan varjossa (productor, TV)
- 1972 : Sotaerakko (productor, TV)
- 1973 : Maa on syntinen laulu
- 1975 : Siunattu hulluus (productor, TV)
- 1977 : Aika hyvä ihmiseksi
- 1980 : Milka – elokuva tabuista
- 1985 : Tuntematon sotilas
- 1990 : Soittelijapoika (productor, TV)
- 1990 : Ystävät, toverit
- 1994 : Paratiisin lapset
- 1999 : Taustan Mikon kotiinpaluu (TV)
- 1999 : Ison miehen vierailu (TV)
- 2000 : Puu kulkee (TV)
- 2001 : Heikuraisen nauru (TV)
- 2002 : Korpisen veljekset (TV)
- 2004 : Nuoruusaikoja osa 6: Reissu